# Polyrhachis limitis
Polyrhachis limitis é uma espécie de formiga do gênero Polyrhachis, pertencente à subfamília Formicinae.